# Галина Устволская
Галина Ивановна Устволская (на руски: Галина Ивановна Уствольская е руска композиторка, преподавателка в Музикалното училище към Петербургската държавна консерватория. Смятана е за най-значимата композиторка в Русия, наред със София Губайдулина.

## Биография
Галина Устволская е родена в Петроград на 17 юни 1919 г. Баща ѝ е адвокат, а майка ѝ – учителка. Има сестра близначка – Татяна, която става архитект-реставратор. По време на войната през 1941 г. е евакуирана в консерваторията в Ташкент, а сестра и – в Коми АССР.
Първият музикален инструмент, на който Галина започва да свири е виолончелото. Обича да свири на баща си, тъй като той започва да губи слуха си и нейните изпълнения му носят специална радост. От 1937 до 1939 учи в музикалното училище към Петербургската държавна консерватория „Римски-Корсаков“ и след това става студентка в самата консерватория. Там тя е една от последните ученички на Дмитрий Шостакович, в чийто клас учи от 1939 до 1941 и от 1947 до 1948 г., но нейните творби от 50-те години нататък запазват слабо влияние от неговия стил. Била е ученичка и на Максимилиан Щайнберг. В продължение на 30 години, от 1947 до 1977 г., преподава композиция в училището, което е завършила.
Нейният учител по композиция Дмитрий Шостакович, който рядко хвали учениците си, казва, че е убеден, че музиката на Устволская ще постигане световна известност. На няколко пъти той я подкрепя в Съюза на съветските композитори срещу атаки от негови колеги. Даже ѝ изпраща някои от своите все още недовършени творби, за да подчертае голямата стойност на нейните коментари. Той дори използва втората тема от финала на нейното трио за кларинет, цигулка и пиано от Петия ѝ струнен квартет в своя струнен квартет № 5 и в № 9 от сюитата си за бас и пиано. В едно от писмата си той и пише: „Не Вие сте повлияна от мен, по-скоро аз съм този, който е повлиян от Вас.“. По-късно, след поредица от кавги, отношенията между двамата се развалят, а Устволска силно се дразни от определянето ѝ в пресата като ученичка на Шостакович. Връзката на Галина Устволская с Шостакович, от студентските ѝ години до 1950-те години, е отразена в книгата на американския писател Уилям Танер Волман „Централна Европа“, посветена на Шостакович, където Галина е един от персонажите.
През 1966 г. се омъжва за композитора Константин Александрович Багренин (р.1941), който е неин ученик.
През 1992 г. Устволская получава Хайделбергската награда за постижения в изкуството, а на следващата година Американският биографичен институт я обявява за личност на годината.
През последните 15 години от живота си не взима никакво участие в музикалния живот, не ходи на концерти, крайно рядко общува с музиканти, избягва журналистите и много рядко и неохотно дава интервюта. Умира на 22 декември 2006 г. в Санкт Петербург, на 88-годишна възраст. Погребана е във Волковското лютеранско гробище в града, а на погребението ѝ присъстват само няколко души.

## Творчество
Устволская е специфично явление в руската музика. Творбите и от 40-те и 50-те години на 20 век понякога звучат така, сякаш са написани днес. Оставайки безкомпромисно вярна на себе си и на музикалните си идеали, тя не се вписва в композиционните тенденции на века. За нея са характерни самодостатъчността, стилистичната и естетическа изолация, а идеализмът ѝ се подхранва от почти фанатичната ѝ решителност. Списъкът с произведенията ѝ не е голям, но нейното музикално послание е стегнато, изразително и безкомпромисно.
Музиката на Галина Устволская не е авангардна в общоприетия смисъл на думата и поради тази причина не е открито критикувана в СССР. Тя обаче е обвинена, че ѝ липсва комуникативност и е тесногръда и упорита. До 1961 г. нито една от истинските ѝ творби не е изпълнявана, освен патриотични произведения, написани за официална консумация. Композиторът Борис Тишченко, неин ученик, подходящо сравнява „нейния „тесногръден“ стил с концентрирана светлина на лазерен лъч, който е в състояние да пробие и метал“. Въпреки че понякога Устволская употребява думата „молитва“, говорейки за творбите си, тя самата казва: „Моите композиции не са нито камерни, нито авангардни, нито религиозни, но несъмнено са духовни, защото в тях дадох всичко от себе си – душата и сърцето си“.
Галина Устволская води затворен, отшелнически живот. За целия си живот създава само 25 произведения. Между композирането на две последователни произведения понякога минава много време. По нейни думи пише само тогава, когато чувства, че Бог ѝ диктува музиката. От 1970 г. нататък във всичките ѝ творби присъстват текстове с религиозно съдържание. В едно от писмата си пише, че нейната музика е „музика от черната дупка“.
Устволская е автор на пет симфонии. Първа е по текст на Джани Родари. Имената на следващите са: Втора – „Истинска, вечна доброта“, Трета – „Исусе Месия, спаси ни!“, Четвърта – „Молитва“, Пета – „Амин“. Втора, Трета и Четвърта са по текстове на германския бенедиктински монах, историк, астроном, поет и музикант от 12 век Херман от Райхенау. Написала е 6 сонати за пиано, камерни ансамбли – дуети, трио, октети и други за различни състави. Много от съчиненията ѝ са за малки, но често с необичайни нструментални състави. Например в Четвърта симфония участват само четирима изпълнители. Последното, написано от нея произведение, е Петата симфония. След него тя спира да пише, тъй като, по нейните думи е престанала да усеща подкрепата на божията ръка.
Признанието идва при нея едва в края на 1980-те години, след като Юрген Кехел, директор на най-голямото международно музикално издателство „Сикорски“, и холандският музиколог Елмер Шьонбергер присъстват на концерт в Ленинград, на който се изпълняват нейни творби. Скоро след това са организирани няколко международни фестивали, посветени на музиката на Устволская – през 1995, 1996 и 2005 – в Амстердам, 1998 – във Виена, 1999 – в Берн, 2001 – във Варшава, 2004 – в Бостад, Швеция. Освен това издателство „Сикорски“ придобива правата за публикуване на всичките ѝ произведения.
В Русия, както и преди в СССР, творбите на Устволская се изпълняват и публикуват изключително рядко, а произведенията ѝ са много по-известни в чужбина. След като получава международна слава, композициите ѝ започват да се изпълняват и в Родината ѝ. От 1960-те, в продължение на 20 години, основното и почти единственото място, където се изпълнява нейната музика, е фестивалът „Ленинградска музикална пролет“. Първото изпълнение на нейна творба е премиерата на епоса (билина) „Сънят на Степан Разин“ за басов глас и оркестър, написана по думите на казашка песен. Изпълнена е в годината на нейното създаване (1949 г.) от Симфоничния оркестър на Ленинградската филхармония с украинския диригент Натан Рахлин. През 1957 г. Евгений Мравински дирижира Поема № 2 „Подвигът на героя“ със същия оркестър. Сред следващите изпълнители на нейната музика са латвийският диригент Арвид Янсонс , пианистите Анатолий Ведерников, Анатолий Угорски, Алексей Любимов, Олег Малов, Иван Соколов Павел Серебряков, по онова време – ректор на Ленинградската консерватория.
След това творчеството на Устволская става тема на различни изследвания и дисертации. Тогава започват първите нейни пътувания зад граница, когато вече е почти на 70-годишна възраст. Първата нейна световна премиера в чужбина е през 1987 г. на фестивал в западногерманския град Хайделберг, където е изпълнена Симфония № 4 „Молитва“. В чужбина творбите ѝ са изпълнявани от Мстислав Ростропович, австралийския диригент Чарлз Макерас, холандския диригент Райнберт де Леу, швейцарската цигуларка Патриция Копачинска, австрийския пианист Маркус Хинтерхойзен и други.

### Съчинения[6]
- 1946 – Концерт за пиано
- 1947 – Първа соната за пиано
- 1948 – „Сънят на Степан Разин“ – билина за басов глас и симфоничен оркестър
- 1949 – Трио за кларинет, цигулка и пиано
- 1949 – 1950 – Октет за два обоя, четири цигулки, тимпани и пиано
- 1951 – Втора соната за пиано
- 1952 – Трета соната за пиано
- 1952 – Соната за цигулка и пиано
- 1953 – 12 прелюдии за пиано
- 1955 – „Спорт“ – сюита за симфоничен оркестър
- 1955 – Симфония №1 за голям оркестър и два момчешки гласа, по текст на Джани Родари
- 1957 – Четвърта соната за пиано
- 1959 – Поема № 1 „Огньове в степта“
- 1957 – Поема № 2 „Подвигът на героя“
- 1959 – Голям дует за виолончело и пиано
- 1964 – Дует за цигулка и пиано
- 1970 – 1971 – Композиция № 1. Dona nobis pacem (Дай ни мир) за пиколо флейта, туба и пиано
- 1972 – 1973 – Композиция № 2. Dies irae (Ден на гнева) за 8 контрабаса, ударни инструменти и пиано
- 1974 – 1975 – Композиция № 3. Benedictus, qui venit за 4 флейти, 4 фагота и пиано
- 1979 – Симфония №2 – „Истинска, вечна доброта“ за оркестър и солов глас по текст на Херман от Райхенау
- 1983 – Симфония №3 – „Исусе Месия, спаси ни!“ за духови и ударни инструменти, контрабас, рецитатор и пиано, отново по текст на Херман от Райхенау
- 1985 – 1987 – Симфония №4 „Молитва“ – за алт, тромпет, пиано и там-там, по текст на Херман от Райхенау
- 1986 – Пета соната за пиано
- 1988 – Шеста соната за пиано
- 1989 – 1990 – Симфония №5 „Амин“, за цигулка, обой, тромпет, туба, ударни инструменти и глас

## Памет[5][6]
- 1994 – Холандската телевизия заснема документален филм за Устволская
- 1999 – Излиза книгата „Галина Устволская. Музиката като обсесия“ от Олга Гладкова, ученичка на Устволская. Устволская отказва да се среща с младата писателка въобще. Затова, за да събере данни за нея, на Гладкова ѝ се налага да пише въпросите си на хартия. Константин Багренин ги носи на жена си, тя отговаря писмено и писателката получава от него отговорите.[4][6]
- 2005 – Холандската телевизия заснема втори документален филм за нея.
- 2004 – Руският телевизионен канал „Култура“ също прави документален филм за Устволская
- 2009 – В Москва и Санкт Петербург се провеждат два юбилейни концерта, организирани от Алексей Любимов, по повод нейния 90-и рожден ден.
- 2016 – На Петия фестивал „Друго пространство“ Държавния оркестър на Русия, под диригентството на Владимир Юровски изпълнява нейната симфония № 2 „Истинска, вечна доброта“ за оркестър и глас, по текст на Херман от Райхенау.
- 2016 – На 55-ия фестивал на музикалната пролет в Санкт Петербург се състои концерт, посветен на 100-годишнината от раждането на Галина Устволская. Изпълнени са 12 прелюдии за пиано, Соната за цигулка и пиано, Соната No5 за пиано, Композиция No1 „Дай ни мир“ за флейта, туба и пиано.